# Armored Core: Project Phantasma
 (septembre 2011).
Si vous disposez d'ouvrages ou d'articles de référence ou si vous connaissez des sites web de qualité traitant du thème abordé ici, merci de compléter l'article en donnant les références utiles à sa vérifiabilité et en les liant à la section « Notes et références ».
Armored Core : Project Phantasma est un jeu de simulation de mecha sorti en 1997 sur la console PlayStation de Sony. C'est une suite du premier opus de la saga Armored Core.

## Contexte du premier Armored Core
Sur une Terre dévastée par un cataclysme connu sous le nom de "grande destruction", ce qu'il reste de la population tente de survivre dans des villes souterraines. De grandes groupes industriels luttent pour la suprématie usant d'armes mobiles comme force de frappe. Au volant de ces armures performantes, les Ravens, des mercenaires aux aptitudes extraordinaires.

## Histoire
Un Raven opérant en dehors d'Issac City reçoit une mission vague et en dehors des canaux de communication habituels. Cette mission qui consiste à infiltrer le complexe souterrain Amber Crown, ne précise pas non plus son émetteur et aucune des grandes corporations n'est mentionnée. Mais la prime promise en cas de succès reste des plus intéressantes du fait de sa dangerosité. Piqué au vif, le Raven monte dans son AC se dirige droit sur Amber Crown.

## Lieux et groupes

### Lieux
- Amber Crown - Un complexe souterrain en grande partie délabré et abandonné. Des rumeurs courent qu'un groupe de scientifiques aux buts douteux connu sous le nom de Dommsday Organization semblent avoir profité des lieux pour mettre en place leurs usines et leurs plans.
- Dommsday Organization - Secrète et mystérieuse, cette organisation scientifique a grandi subitement. Il semblerait qu'elle ait bénéficié de fonds de la part d'un groupe de compagnies et particulièrement de l'instigateur du "Project Phantasma".
- Project Phantasma - Relatif à un projet top-secret, ce nom de code fait référence à la production d'un système d'armement de nouvelle génération. Mais les seules informations connues concernant le "Projet Phantasma" pointe le doigt sur un groupe de scientifiques se nommant "Dommsday Organization" et sur le complexe d'Amber Crown.

### Personnages
- Sumika Juutilainen — Une pilote opérant à Amber Crown capturée par Doomsday Organization. Elle est supposée servir en tant que sujet pour le mystérieux Project Phantasma, mais elle s'échappe du complexe juste à temps et revient pour se venger. Sumika est le client principal du joueur et son partenaire tout le long du jeu. Elle pilote une unique armure mobile rose et blanc nommé Ariake légèrement armé mais très mobile usant de lames (aujourd'hui connue comme PIXIE3) et de machine gun. Elle est en complète opposition à la Doomsday Organization et ses motivations.
- Stinger — Un Raven « irrégulier » travaillant pour la Doomsday Organization sur le Project Phantasma. Stinger est l'antagoniste du joueur dans le jeu. Sa personnalité maniaque et son instabilité mentale le rendent très dangereux. Stinger pilote un AC modifié blanc, gris et violet appelé Vixen armé de puissants fusils à énergie (DRAGON) et de doubles épées laser.

## Informations additionnelles
Project Phantasma, avec Armored Core 2 est considéré comme étant l'un des jeux d'AC les plus "personnel". Mise à part sa courte durée de vie (moins de 30 missions au total), le jeu possède des personnages très définis par rapport à la normale des jeux du monde d'Armored Core. L'histoire suit une unique trame tout au long du jeu alors que Armored Core premier du nom développait une multiplicité d'histoires toutes interconnectées.
Sumika est présente pendant toute l'histoire tant comme amie que comme opérateur guidant le joueur. C'est une sorte de prototype des personnages des jeux suivants comme Lana Neilson, Nell Aulter, Laine Meyers, Emma Sears, Sheila Caldwell, ainsi que les personnages mystérieux de Another Age, Nexus et Nine Braker.
Stinger apparait dès la troisième mission et restera présent jusqu'au final. C'est probablement le personnage le plus combattu dans un unique Armored Core. Le personnage de Nineball seul est apparu plus souvent, mais sur plusieurs jeux. Du fait que l'on ne connaisse pas la motivation de ses actions. Il ne donne aucune autre raison sur sa volonté de posséder la technologie Phantasma que sa simple mégalomanie et sa soif de pouvoir.[réf. nécessaire]
On retrouve ces éléments dans Master of Arena et Armored Core 2 et faiblement dans Another Age et Nine Breaker avec un épisode sans scénario et sans personnage en dehors des différents opérateurs du programme de formation et du mystérieux auteur des mails qui ouvrent et clôture le jeu.

## Système de jeu
Project Phantasma continue là ou Armored Core s'arrête. Le joueur peut au choix démarrer une nouvelle partie ou importer sa sauvegarde d'Armored Core. Convertir sa sauvegarde permet au joueur de porter un certain nombre de pièces d'armure qui lui seraient inaccessibles en commençant une nouvelle partie, par exemple, la lame laser "Moonlight". Project Phantasma est le premier jeu d'AC à introduire le concept d'Arène. En effet, le joueur a l'occasion d'affronter quelque 50 adversaires de difficulté variable. C'est une section optionnelle du jeu, mais si le joueur termine l'Arène en arrivant à vaincre tous ses adversaires, il débloque des crédits supplémentaires et de nouveaux équipements pour son AC.
L'un des aspects notable dans le jeu original Armored Core et ses deux extensions PS1 concerne les différentes parties de l'AC, en particulier les armes dont les puissances de feu sont les plus grandes de toute la série. Par exemple, l'original KARASAWA tire plus rapidement que la plupart des fusils AST et des fusils à impulsions des versions suivantes. Le FINGER possède 3000 munitions et le Large Missile est disponible dans deux styles différents, l'une comme "regular missile" (disparu après Master of Arena), et l'autre la traditionnelle version "slow" (mais environ deux fois plus rapide que dans les versions suivantes comme ceux dans Last Raven). La version lente des missiles possédait dix munitions contrairement à quatre actuellement et avait la plus longue portée des missiles première génération.